# إيلمري كيانتو

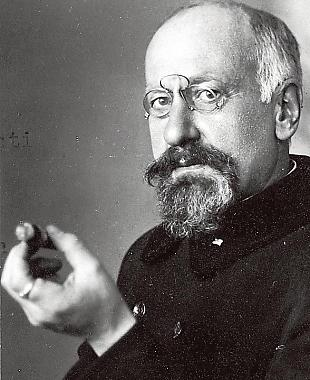
إيلماري كيانتو.

إيلمـَـري كيانتو (Ilmari Kianto؛ بولكيلا، 7 مايو 1874 - هلسنكي، 27 أبريل 1970) شاعر فنلندي. اشتهر بكتابيه "Punainen viiva" (الخط الأحمر؛ منشور سنة 1909) و"Ryysyrannan Jooseppi" (نشرت في 1924). استخدم جان سيبيليوس قصيدة كيانتو "Lastu lainehilla" (الخشب المجروف) ككلمات لسبعة من أغانيه .

## وصلات خارجية
- إيلمري كيانتو على موقع IMDb (الإنجليزية)
- إيلمري كيانتو على موقع ميوزك برينز (الإنجليزية)
- إيلمري كيانتو على موقع أول ميوزيك (الإنجليزية)
- إيلمري كيانتو على موقع ديسكوغز (الإنجليزية)
- إيلمري كيانتو على موقع قاعدة بيانات الفيلم (الإنجليزية)

- إيلمـَـري كيانتو -seura ry (بالفنلندية)
- نص 'Lastu lainehilla'

(بالفنلندية)